# Adobe Premiere Pro
Adobe Premiere Pro® (Pr) és un software destinat a l'edició de vídeo en temps real.
Està desenvolupada per Adobe Inc. i distribuïda mitjançant el programa de llicències Adobe Creative Cloud, un conjunt d'aplicacions de disseny gràfic, edició de vídeo i desenvolupament web desenvolupat per Adobe Systems.
Fa poc temps va sortir a la venda la nova versió d'Adobe Premiere Pro, Adobe Premiere Pro CC. Aquest editor de vídeo professional és bastant intuïtiu, si l'equip compta amb certes característiques en el sistema (mínim 2 GB de memòria RAM, 80 GB de disc dur, 512 MB de memòria en targeta gràfica). Cal tenir en compte que el vídeo és molt complex, així que es necessita bastant espai per emmagatzemar tot el que es capturi per a l'edició, i també es necessita que l'ordinador tingui una targeta de vídeo perquè pugui mostrar amb fluïdesa sense talls ni alentiments.

## Història
Premiere Pro és el successor redissenyat
per Adobe Premiere, que va ser llançat el 2003. Premiere Pro es refereix a les
versions publicades des del 2003, mentre Premiere es refereix a les versions
anteriors. Premiere va ser una de les
primeres edicions no lineals basades en la informàtica (sistema d'edició no
lineal), amb el seu primer llançament en Mac el 1991. Fins a la versió de
Premiere Pro 2.0 (CS2), el paquet de programari apareix en portada amb un
cavall al galop, en un gest de complicitat amb Eadweard Muybridge, " Sallie Gardner al galop".

## Modes de treball
Adobe Premiere Pro disposa de diferents elements per a crear una determinada producció. El fet que el seu contingut sigui força divers vol dir que aporta una important varietat d'opcions a l'hora d'interactuar-hi. Té sis modes principals de treball:
- Mode de muntatge: La seva funció és la de poder visualitzar, en mida superior, el projecte que s'estigui editant i veure amb més precisió els diferents detalls del qual.
- Mode d'edició: És el mode més bàsic del programa, ja que és on es crea el projecte i on es va modelant. Es subdivideix en quatre zones: la superior esquerra, per visualitzar els molts clips de vídeo, o àudio, que s'han enregistrat i escollir els moments que siguin d'interès, a part que també és útil per modificar la posició, rotació, mida, etcètera, de la producció resultant; la superior dreta, a partir de la qual es va visualitzant la producció a mesura que es va editant (quan es vol veure una escena amb més detall s'accedeix al darrer mode); la inferior esquerra, la funció de la qual és la d'importar el contingut enregistrat i emmagatzemar-lo; i la inferior dreta la qual és la més important, ja que és la barra del temps des d'on l'edició es duu a terme. Entre aquestes últimes s'aprecia una barra amb uns determinats ítems (eines) per editar el contingut (selecció, escorçament, desplaçament, entre altres).
- Mode de color: Com bé diu el nom, quan es vol retocar la il·luminació del projecte editat, s'entra en aquest mode, ja que t'ofereix diverses possibilitats de modificar la tonalitat lumínica (corbes de nivell, contrast, saturació, balanç de blancs, etcètera).
- Mode d'efectes: Amb aquesta secció de treball es poden incorporar en el conjunt audiovisual alguns arxius, prefigurats pel programa, que atorguen a la producció un toc força positiu: transicions de vídeo o àudio, modulacions de so, modificacions estètiques de vídeo, entre d'altres. També es pot accedir a aquest mode a través de la zona inferior esquerra del mode d'edició.
- Mode de so: El complement sonor de la imatge es pot modificar, o bé per la barra de temps de l'edició, o bé a través del respectiu mode de treball. Com és de preveure, en aquest es podrà realitzar amb més precisió (pujar o abaixar el nombre de decibels, orientar el so cap a dreta o esquerra, etcètera). Aquí també apareix el mode d'efectes al marge esquerre.
- Mode de gràfics: Tota producció audiovisual va acompanyada de títols o altres gràfics per acabar d'esmentar o explicar determinats detalls. Adobe Premiere Pro compta amb una secció on hi ha diverses tipologies prefigurades de títols, que es poden modificar en tots els seus aspectes, per tal d'acabar trobant el títol idoni. A la zona superior esquerra apareix la mateixa zona que en el mode d'edició.

Cal comentar que aquesta descripció s'ha basat en la versió del programa de l'any 2017. No obstant aquest petit inconvenient, els modes de treball no varien. Només ho fan alguns efectes, eines, opcions de color, so i títols, per donar un toc més professional a determinat projecte audiovisual. 

## Ús professional
Entre els primers precursors en l'ús del Premiere, es va trobar la BBC, que el 2007 el comença a fer servir per a la postproducció de les seves transmissions.
També ha estat utilitzat per editar materials coneguts, com Maddona's Confession Tour (2006), Gone Girl (2014) de David Fincher, Deadpool (2016) de Tim Miller i Hail, Caesar! (2016) d'Ethan Coen i Joel Coen.

### Materials editats amb Premiere
- Dust to Glory (2005) de Dana Brown
- Maddona's Confession Tour (2006)
- Superman Returns (2006) de Bryan Singer
- Captain Abu Raed (2007) d'Amin Matalqa
- 13 (2013) per Burton Snowboards
- Act of Valor (2012) de Scott Waugh, Mike McCoy
- A Liar's Autobiography (2012) de Benjamin Timlett, Bill Jones, Jeff Simpson
- Avatar (2012) de James Cameron (diarios y básicos en conjunto con Avid Media Composer)
- Monsters (2010) de Gareth Edwards
- The Social Network (2010) de David Fincher (conformació)
- Hugo (2011) de Martin Scorsese (excepte VFX)
- TimeScapes (2012) de Tom Lowe
- Waiting for Lightning (2012) de Jacob Rosenberg
- World War II from Space (2012)
- Red Obsession (2013) de Warwick Ross, David Roach
- Ticket to Ride (2013) de Travis Hicks, Matt Allen
- Wayland's Song (2013) de Richard Jobson
- Gone Girl (2014) de David Fincher
- Sharknado 2: The Second One (2014) d'Anthony C. Ferrante
- Staten Island Summer (2015) de Rhys Thomas
- We Will Part (2016) de Pablo Fernández
- Deadpool (2016) de Tim Miller
- Hail, Caesar! ⁣ (2016) d'Ethan Coen i Joel Coen
- Evangelion 3.0 + 1.0: Thrice Upon a Time (2021) de Hideaki Anno

## Ús acadèmic
Entre les institucions que han adoptat recentment Adobe® Premiere® Pro CS6 hi ha:
- Universitat Nacional de Villa Maria (Argentina)
- Institut Tecnològic de Sonora
- Universitat Nacional Experimental de les Arts (UNEARTE) (Veneçuela)
- Universitat de Concepción (Xile)
- Universitat de Lima (Perú)
- Universitat Arturo Michelena (Veneçuela)
- Universitat del Cauca (Colòmbia)
- Institut Llatinoamericà de Locució (Veneçuela)
- Universitat de Manizales (Colòmbia)
- Universitat de Califòrnia a Los Angeles (UCLA)
- Facultat de Belles Arts de la Universitat de Granada (UGR)
- Universitat Autònoma de Barcelona (UAB)
- Universitat Pompeu Fabra (UPF)
- Universitat de Múrcia (UM)
- Universitat del Sud de Califòrnia (USC)
- Sheridan College (Canadà)
- Bournemouth University (Regne Unit)
- University College Falmouth (Regne Unit)
- Universitat FESC (Colòmbia)
- Institut Nova Galícia Campus Tlajomulco de Zúñiga (Mèxic)
- Universitat Jaume Bausate i Meza (Perú)
- Universitat Tecnològica del Perú
- Universitat de les Arts i Comunicacions (Xile)
- Grafisch Lyceum Rotterdam University (Països Baixos)
- Universitat de les Arts (Equador)
- Universitat de Ciències i Arts d'Amèrica Llatina (Perú)
- Universitat Oberta Interamericana (Argentina)
- Institució Universitària Pascual Bravo (Colòmbia)
- Servei Nacional d'Aprenentatge SENA (Colòmbia)
- Institut Tecnològic de les Arts (Equador)

## Requisits del sistema d'Adobe Premiere Pro CS6

### Windows
- Processador Intel ® Core ™ 2 Duo o AMD Phenom® II compatible amb 64 bits
- Microsoft ® Windows ® 7 amb Service Pack 1, Windows 8 o Windows 8.1.
- 4 GB de RAM (es recomana 8 GB)
- 4 GB d'espai disponible al disc dur per a la instal·lació; es necessita espai lliure addicional durant la instal·lació (no es pot instal·lar en dispositius d'emmagatzematge extraïbles flash)
- Es necessita espai en disc addicional per previsualitzar arxius de treball (10 GB recomanat)
- Pantalla de 1280 x 900
- Sistema compatible amb OpenGL 2.0
- Disc dur de 7200 RPM (es recomanen diverses unitats de disc ràpides, preferiblement configurades en RAID 0)
- Targeta de so compatible amb el protocol ASIO o Microsoft Windows Driver Model
- Unitat de DVD-ROM compatible amb DVD de doble capa (gravadora DVD + -R per a enregistrament de DVD; gravadora Blu-ray per a la creació de mitjans de discs Blu-ray)
- Per a les funcions de QuickTime, es necessita el programari QuickTime 7.6.6.
- Opcional: targeta GPU certificada per Adobe per rendiment accelerat per GPU

Aquest programari no funcionarà si no s'activa. Cal disposar de connexió a Internet de banda ampla i haver-se registrat per poder activar el programari, validar les subscripcions i accedir als serveis en línia. L'activació per telèfon no està disponible.

### Mac OS
- Processador Intel de diversos nuclis compatible amb aplicacions de 64 bits
- Mac OS X versions 10.6.8, 10.7, 10.8 o 10.9
- 4 GB de RAM (es recomana 8 GB)
- 4 GB d'espai disponible al disc dur, més espai lliure addicional durant la instal·lació (no es pot instal·lar en un volum que utilitzi un sistema d'arxius que distingeixi entre majúscules i minúscules, ni en dispositius d'emmagatzematge flash extraïbles)
- Es necessita espai en disc addicional per previsualitzar arxius de treball (10 GB recomanat)
- Pantalla de 1280 x 900
- Disc dur de 7200 RPM (es recomanen diverses unitats de disc ràpides, preferiblement configurades en RAID 0)
- Sistema compatible amb OpenGL 2.0
- Unitat de DVD-ROM compatible amb DVD de doble capa (SuperDrive per a enregistrament de DVD; gravadora Blu-ray per a la creació de mitjans de discs Blu-ray)
- Per a les funcions de QuickTime, es necessita el programari QuickTime 7.6.6.

Opcional: targeta GPU certificada per Adobe per rendiment accelerat per GPU
Aquest programari no funcionarà si no s'activa. Cal disposar de connexió a Internet de banda ampla i haver-se registrat per poder activar el programari, validar les subscripcions i accedir als serveis en línia. L'activació per telèfon no està disponible.